# Gunnleifur Gunnleifsson
Gunnleifur Vignir Gunnleifsson (né le 14 juillet 1975 à Reykjavik) est un joueur de football islandais. Il est gardien de but au Breiðablik UBK. 
Gunnleifur Gunnleifsson est international islandais.

## Palmarès
KR Reykjavík
- Champion d'Islande (1) : 1999
- Vainqueur de la Coupe d'Islande (1) : 1999
- Vainqueur de la Coupe de la Ligue islandaise (1) : 1998

 FH Hafnarfjörður
- Vainqueur de la Coupe d'Islande (1) : 2010
- Vainqueur de la Supercoupe d'Islande (1) : 2010